# Офори, Эбенезер
Эбенезер Офори (англ. Ebenezer Ofori; род. 1 июля 1995, Кумаси) — ганский футболист, полузащитник шведского клуба «Вайле» и сборной Ганы.

## Клубная карьера
Офори начал карьеру на родине, в 2013 году он был замечен скаутами шведского АИКа и приглашён в команду. 25 августа в матче против «Хальмстада» Эбенезер дебютировал в Аллсвенскане. 26 октября 2014 года в поединке против «Отвидаберга» Офори забил свой первый гол за АИК.
В начале 2017 года Эбезенер перешёл в немецкий «Штутгарт». 2 апреля в матче против дрезденского «Динамо» он дебютировал во Второй Бундеслиге. По итогам сезона Офори помог клубу выйти в элиту. 30 сентября в матче против франкфуртского «Айнтрахта» он дебютировал в Бундеслиге.
21 февраля 2018 года Эбезенер на правах аренды перешёл в американский «Нью-Йорк Сити» сроком на один год с опцией выкупа. 11 марта в матче против «Лос-Анджелес Гэлакси» он дебютировал в MLS, заменив во втором тайме Хесуса Медину. 11 апреля в матче против «Реал Солт-Лейк» он забил свой первый гол за «Нью-Йорк Сити». 22 января 2019 года Офори вернулся в аренду в «Нью-Йорк Сити» ещё на один сезон. По окончании сезона 2019 клуб отклонил опцию выкупа игрока.
9 января 2020 года игрок вернулся в АИК, подписав четырёхлетний контракт. В начале 2022 года Офори на правах аренды перешёл в датский «Вайле». 20 февраля в матче против «Силькеборга» он дебютировал в датской Суперлиге. По итогам сезона клуб выкупил трансфер игрока.

## Международная карьера
В 2013 году в составе молодёжной сборной Ганы Ассифуа стал бронзовым призёром молодёжного чемпионата мира в Турции. На турнире он сыграл в матчах против команд США и Франции.
В начале 2017 года Офори попал в заявку на участие в Кубке Африки в Габоне. 4 февраля в матче против сборной Буркина-Фасо он дебютировал за сборную Ганы.

## Достижения
Международные
 Гана (до 20)
- Молодёжный чемпионат мира — 2013